# Prime 5
Prime 5 es una grabación hecha por Ween. Salió en 1989. Es un tipo de compilaciones de grandes éxitos, compuesto por canciones de sus primeros cuatro lanzamientos: La Herramienta Crucial del Labio, Axis: Audaz Boognish, La flameante muerte en llamas de Erica Peterson  y Enfrentamiento de los Cerebros Vivos/WAD extractos (Así creando los cinco en Prime 5). Aunque todas las canciones son conocidas, las copias de la cinta ocasionalmente pueden estar disponibles en internet. No se ha encontrado una ilustración para esta cinta.

## Lista de canciones
1. "Señor flojo"
2. "Yema (Parte I)"
3. "Jalea"
4. "Jessica"
5. "Shnagenhausen"
6. "Hemos visto al frijol "
7. "Todas son lesbianas"
8. "Yema (Part II)"
9. "Yeah, Seguro"
10. "El chiste de la bombilla Polaca"
11. "Anne"
12. "Cencerro"
13. "Senos"
14. "Mike Banks"
15. "Bebo mucho"
16. "Boognish"
17. "El refrigerador que no cerrará"
18. "Mayo encarnada"
19. "(Tú) Oríname"
20. "Duque de Denim"
21. "Sopla el culo"
22. "Kim Tulio"
23. "¡Vámos!"
24. "Oik"
25. "Murphy alisa sus frustraciones"
26. "Ágil Wiffle"
27. "Stresstabs"
28. "Gordo Alberto"
29. "John Ward"
30. "Estoy matando (Asesina todo)"
31. "Pío pío"
32. "Fuma en mi cerebro"
33. "Furtivo"
34. "Ackuarmserveisneberg"
35. "Sentado en mi trasero (Wanton Nougat)"

- Datos: Q7243231